# Inuyashiki

Inuyashiki é uma série de mangá de ficção científica escrita e ilustrada por Hiroya Oku. Uma adaptação para anime de onze epísódios produzida pela MAPPA foi ao ar no bloco de programação noitaminA da Fuji Television, de outubro a dezembro de 2017. Os onze epísódios dessa adaptação estão disponíveis internacionalmente no Prime Video. O mangá também foi adaptado para um filme live-action que estreou no Japão em abril de 2018.
Foi um dos selecionados pelo júri na divisão de mangá no 18º Japan Media Arts Festival. Foi escolhido também como um candidato para a categoria de melhor história em quadrinhos no 44º Festival Anual internacional de Histórias em Quadrinhos de Angoulême que ocorrerá em 2017.

## Sinopse
Um senhor de 58 anos de idade chamado Inuyashiki Ichirou é frequentemente ignorado pela sua família e visto como um velho patético por ela e pelas outras pessoas, além de também seu médico revelar que ele tem câncer e que possui pouco tempo de vida; em uma noite, uma luz feérica atinge o local em que ele e um jovem estavam, fazendo Inuyashiki desmaiar, mas logo depois ele acorda como uma máquina sem ainda ter ciência disso. Posteriormente Inuyashiki descobre que o jovem chama-se Hiro Shishigami e também virou uma máquina e está cometendo diversos assassinatos enquanto ele com toda a sua benevolência faz de tudo para ajudar e salvar pessoas, fazendo assim uma luta entre bem e mal.